# Lijst van talen in Mayotte
Hieronder staan drie lijsten van talen in Mayotte. Mayotte kent vier talen, die allemaal levend zijn.

## Alfabetisch
- Bushi
- Frans
- Shimaore
- Swahili

## Volgens aantal sprekers in Mayotte
Onderstaande aantallen dateren uit 2005.
1. Shimaore - 92 800
2. Bushi - 39 000
3. Swahili - 2 744
4. Frans - 2 450

## Volgens taalfamilie
- Austronesische talen (1 taal in Mayotte gesproken)
  - Malayo-Polynesische talen (1): Bushi
- Indo-Europese talen (1)
  - Italische talen (1): Frans
- Niger-Congotalen (2)
  - Atlantische Congotalen (2): Shimaore, Swahili

Afrika · België · China · Comoren · Duitsland · Europa · Frankrijk · India · Indonesië · Israël · Luxemburg · Madagaskar · Mayotte · Namibië · Nederland · Réunion · Rusland · Spanje · Suriname · Taiwan · Verenigde Staten · Zuid-Afrika · Zwitserland